# William Clark (explorator)
William Clark (n. 1 august 1770, Comitatul Carolina, Virginia – d.1 septembrie 1838, Saint Louis, Missouri), a fost un ofițer al Armatei SUA, călător și explorator american, iar ulterior guvernator al Teritoriul Missouri, ce a condus, împreună cu Meriwether Lewis, între 1804 și 1806, expediția numită Expediția Lewis și Clark, inițiată de președintele Statelor Unite Thomas Jefferson și finanțată de Congresul SUA pentru a obține informații amănunțite despre imensul teritoriu Louisiana, care fusese cumpărat de la Imperiul Francez al lui Napoleon conform tratatului numit Louisiana Purchase în anul 1803.

## Expediția
Sub comanda celor 2 se aflau 51 de oameni, dintre care 23 soldați, 3 sergenți, 2 cercetași și interpreți civili și York, sclavul negru al lui Clark. Aceștia au călătorit, pe uscat, din Saint Louis către Oceanul Pacific, în lungul fluviilor Missouri și Columbia, trecând peste Munții Stâncoși, și s-au întors pe același traseu.
Expediția avea ca sarcină explorarea noilor regiuni din nord - vestul Statelor Unite (bazinul râului Missouri), stabilirea legăturii geografice a acestora cu Oceanul Pacific și strângerea de date etnografice asupra triburilor indiene. Această primă expediție națională americană (1803-1806), a descoperit izvoarele râului Missouri (râurile Marias, Jefferson și Madison) și a traversat Munții Stâncoși, reușind să ajungă la gurile fluviului Columbia (Oceanul Pacific). Se realizează astfel cea de a treia traversare  a continentului nord-american din decursul istoriei. Pe drumul de întoarcere, cei doi călători reușesc să traverseze din nou continentul.
Bazându-se pe realizările acestei expediții, guvernul SUA declară ca posesiune întreaga zonă situată la sud de Canada britanică și la nord de Mexicul spaniol (pe atunci), de la un ocean la celălalt.

## Opera
- History of the expedition (2 volume, 1814 - 1845)